# トマーシュ・ヒューブシュマン
トマーシュ・ヒューブシュマン（Tomáš Hübschman, 1981年9月4日 - ）は、チェコ・プラハ出身で元同国代表のサッカー選手。現役時代のポジションはDF。

## 経歴

### クラブ
1999年にチェコのFC Tescoma Zlín 1999でプロデビューし、1999年にACスパルタ・プラハに移籍した。
2004年の夏、ウクライナのFCシャフタール・ドネツクに移籍した。
2014年7月、FKバウミト・ヤブロネツに移籍し10年振りに母国に復帰した。
2024年6月18日、現役引退を表明した。

### 代表歴
U-20チェコ代表に2001 FIFAワールドユース選手権に主将として出場した。A代表としてUEFA EURO 2004に出場した。2006 FIFAワールドカップ・ヨーロッパ予選メンバーにも選ばれたが、本戦メンバーから外れた。
UEFA EURO 2012では背番号17番を携え4試合に出場。グループリーグ二戦目のギリシャ戦で先発出場し、ペトル・イラーチェクの飛び出しにスルーパスで先制点をアシストした。グループリーグ突破を決める第三戦目のポーランド戦ではパスカットからのインターセプトで決勝点を演出した。
2013年10月11日のワールドカップ予選、マルタ戦で代表初得点を挙げた。

## 所属クラブ
- FC Tescoma Zlín 1999
- ACスパルタ・プラハ 1999-2004

→ FKヤロブネツ97 2000-2001 (loan)
- FCシャフタール・ドネツク 2004-2014
- FKバウミト・ヤブロネツ 2014-2024

## タイトル
クラブ
ACスパルタ・プラハ
- ガンブリヌス・リガ 2000, 2003
- チェコ・カップ 2004

FCシャフタール・ドネツク
- ウクライナ・プレミアリーグ 2004-05, 2005-06, 2007-08, 2009-10, 2010-11, 2011-12, 2012-13, 2013-14
- ウクライナ・カップ 2007-08, 2010-11, 2011-12, 2012-13
- ウクライナスーパーカップ 2005, 2008, 2010, 2012, 2013
- UEFAカップ 2008-09